# Estación Experimental de Zonas Áridas
La Estación Experimental de Zonas Áridas (EEZA) es un centro de investigación español dependiente del Consejo Superior de Investigaciones Científicas (CSIC) (que pertenece a su vez al Ministerio de Educación y Ciencia), dedicado al estudio del paisaje, ecosistema y biología de zonas áridas y semiáridas. Destaca además por el esfuerzo en la recuperación de especies norteafricanas de ungulados cercanas a la extinción.

## Descripción
La Estación se encuentra situada en Almería, y tiene zonas de estudio establecidas por toda su provincia, destacando el Desierto de Tabernas, Punta Entinas-Sabinar y el parque natural de Cabo de Gata entre otras zonas ecológicamente significativas.

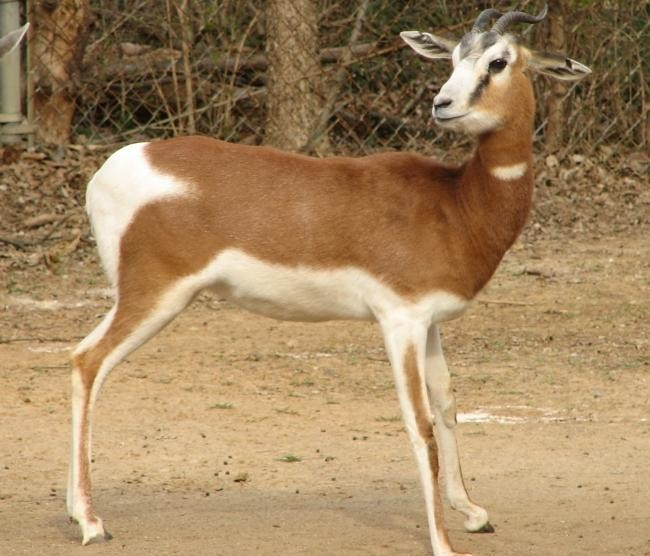
Una gacela dama, una de las especies de ungulados norteafricanos en peligro de extinción.

Nace el Parque de Rescate de Fauna Sahariana con un objetivo principal: evitar la extinción de especies de grandes ungulados que habitaban el Oeste del Sahara: Gazella dama mhorr, Gazella dorcas neglecta, Gazella cuvieri y Ammotragus lervia sahariensis. 

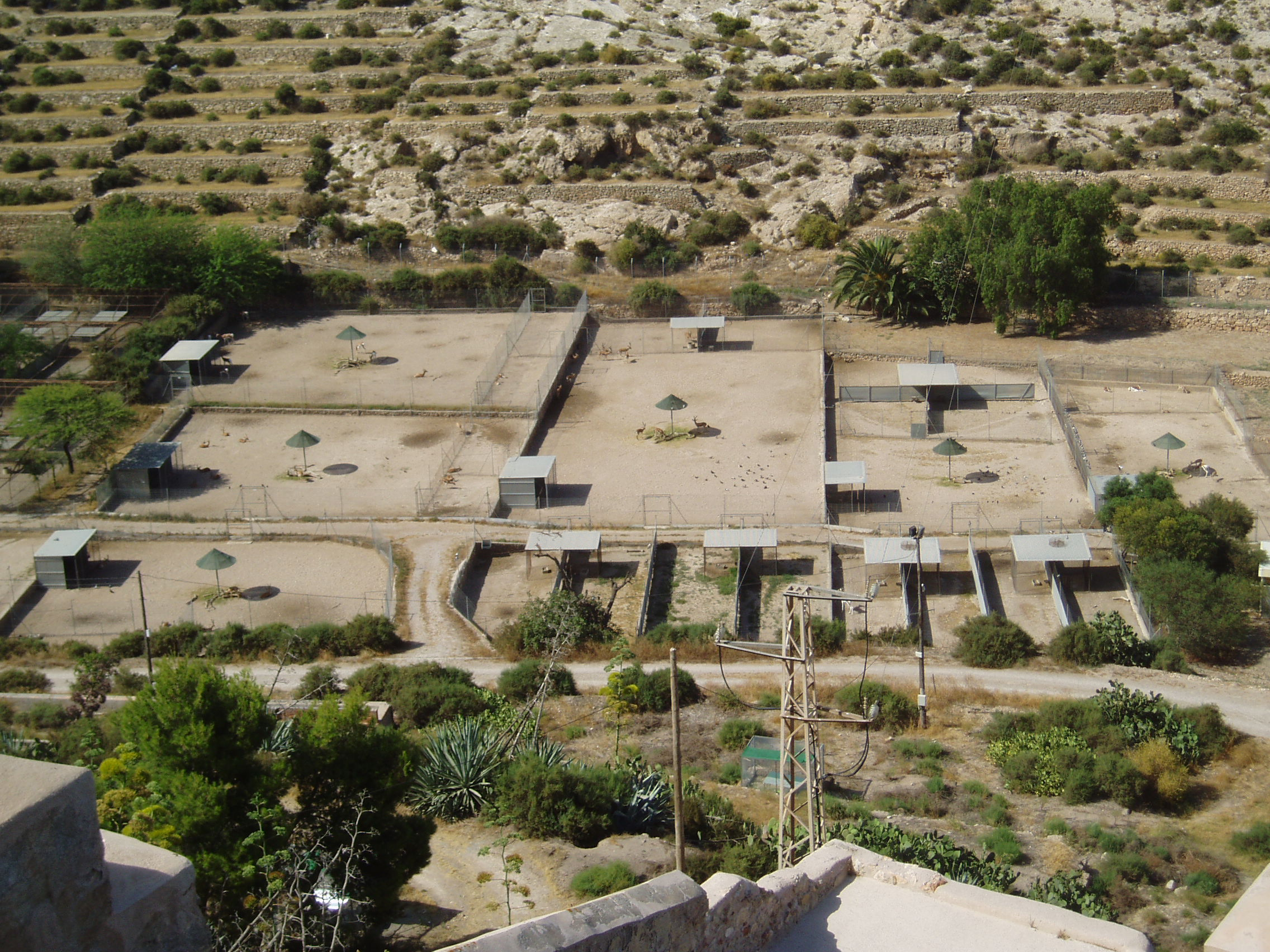
Parque de Rescate de Fauna Sahariana

## Objetivos
- Conservación y cría en cautividad de ungulados norteafricanos.
- Conservación en general de la biodiversidad en zonas áridas.
- Estudios de ecología funcional.
- Estudios de ecología morfológica y de la conducta.
- Sistemas de instrumentación electrónica adaptada a la biología y sistemas de telemetría.
- Estudio de variables climáticas en el desierto.

## Enlaces de interés
- Web de la EEZA
- Web del Parque de Rescate de la Fauna Sahariana

- Datos: Q5842226
- Multimedia: Estación Experimental de Zonas Áridas (EEZA) / Q5842226
- Especies: EEZA